# Korrikolaris
La Korrikolaris (ou korrikalaris) est une course pédestre pratiquée au Pays basque depuis le Moyen Âge. Généralement disputée sous forme de défi entre deux villages, cette course se dispute sur de distances longues (entre 10 et 130 km), mais aussi sur des distances plus courtes (1,8 km au fameux korrikolaris de Bilbao). 
Les premières mentions du korrikolaris remontent au Moyen Âge. Au XIXe siècle, elle opposait généralement deux bergers sur une vingtaine de kilomètres. Les règles modernes sont établies au début du XXe siècle. La première course s'achevant dans une arène se tient en 1903. Des coureurs basques français sont souvent invités à relever le défi et ce type de courses est alors importé dans l'Hexagone où quelques fameuses courses se tiennent. 
Les Français ne sont pas les seuls invités. En 1922, le coureur basque espagnol Etxenagui meurt à l'hôpital à la suite d'un défi sur 13 km face au Belge De Nyse.
Les coureurs sont l'objet de paris dès l'origine, et les meilleurs d'entre eux passent officiellement professionnels à partir de 1953.